# Protochondrostoma genei
Protochondrostoma genei és una espècie de peix cipriniforme de la família dels ciprínids.

## Morfologia
- Els mascles poden assolir 30 cm de longitud total.[1][2]

## Reproducció
Té lloc des del març fins al maig.

## Alimentació
És omnívor: menja principalment insectes aquàtics i algues.

## Hàbitat
És un peix d'aigua dolça i de clima temperat.

## Distribució geogràfica
Es troba a Europa: rius de la mar Adriàtica des del riu Soca fins al riu Vomano (Itàlia i Eslovènia). Ha estat introduït a la Toscana i el Laci (conques dels rius Centa, Magra, Arno, Ombrone i Tevere).

## Estat de conservació
Es troba amenaçat a causa de la introducció d'espècies exòtiques i la destrucció del seu hàbitat natural.